# Малая Кокшага
Ма́лая Кокша́га (мар. Изи Какшан) — река в Марий Эл, левый приток Волги, впадает в Куйбышевское водохранилище. Это самая длинная река, полностью протекающая по территории республики Марий Эл.
Длина — 194 км, площадь бассейна — 5160 км². Русло извилистое, на пойме много стариц. Питание преимущественно снеговое. Средний расход около 30 м³/с. Замерзает в ноябре, вскрывается в апреле.
На Малой Кокшаге расположена столица республики — город Йошкар-Ола.

## География

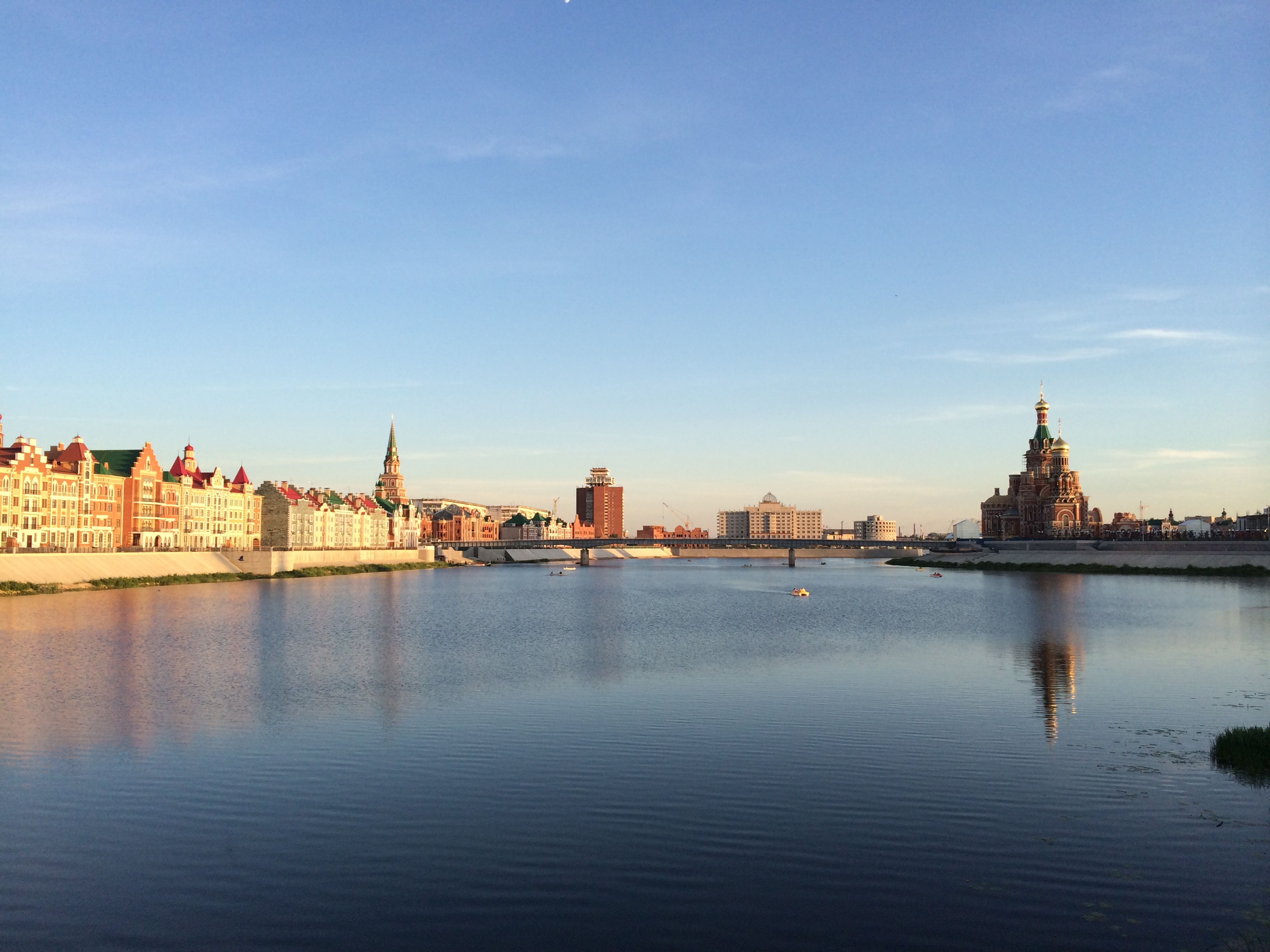
Малая Кокшага в городе Йошкар-Ола.

Начинается на севере республики Марий Эл, в Оршанском районе, в 300 м к востоку от деревни Малый Кугланур, на склонах Вятских увалов. Течёт в юго-западном направлении, переходя в Медведевский район. Далее течёт по территории городского округа «Город Йошкар-Ола». После Йошкар-Олы поворачивает на юг и течёт по заболоченному руслу среди смешанного леса в Медведевском и Звениговском районах. Впадает в 6 км ниже Большой Кокшаги, недалеко от села Кокшайск.
На реке расположены следующие населённые пункты: Малый Кугланур, Русский Кугланур, Мушинцы, Красная Речка, Новолож, Лужбеляк, Гришунята, Беляево, Чирки, Йошкар-Ола, Куяр, Устье Кундыш, Шимшурга, Шуйка,

## Притоки
Крупнейшие притоки — Малый Кундыш, Большая Ошла, Ошла.
(км от устья)
- 5 км: Нурда (лв)
- 11 км: Шуйка (лв)
- 18 км: Ирка (лв)
- Оршадка (лв)
- 35 км: Норка (лв)
- 44 км: Малый Кундыш (лв)
- Мушаранка (пр)
- 59 км: Студёнка (пр)
- Шапинка (пр)
- Чернушка (пр)
- 76 км: Куярка (лв)
- 87 км: Нолька (пр)
- Семёновка (лв)
- 107 км: Большая Ошла (пр)
- 116 км: Монага (лв)
- 126 км: Ошла (пр)
- Шуарка (лв)
- Руя-Сола (лв)
- 150 км: Пувид (пр)
- 156 км: Шуда-Сола (лв)
- Пуялка (пр)
- 158 км: Кордемка (лв)
- 164 км: Шулка (пр)
- 176 км: Нурма (лв)
- 183 км: Новоложка (пр)
- Карманка (пр)
- Красная (пр)

## Данные водного реестра
По данным государственного водного реестра России относится к Верхневолжскому бассейновому округу, водохозяйственный участок реки — Волга от Чебоксарского гидроузла до города Казань, без рек Свияга и Цивиль, речной подбассейн реки — Волга от впадения Оки до Куйбышевского водохранилища (без бассейна Суры). Речной бассейн реки — (Верхняя) Волга до Куйбышевского водохранилища (без бассейна Оки).
Код объекта в государственном водном реестре — 08010400712112100001005.